# Wenecja (staw w Warszawie)
Wenecja – staw w Warszawie, w dzielnicy Wawer.
„Program Ochrony Środowiska dla m. st. Warszawy na lata 2009–2012 z uwzględnieniem perspektywy do 2016 r.” podaje, że staw położony jest na wysoczyźnie, a jego powierzchnia wynosi 0,4534 ha.